# Júlia Lopes de Almeida
Júlia Valentim da Silveira Lopes de Almeida (Rio de Janeiro, 24 de setembre de 1862-ibídem, 30 de maig de 1934) fou una escriptora, contista, dramaturga, periodista, abolicionista, feminista, naturalista i ambientalista (avant la lettre) brasilera. Fou una de les primeres dones d'aquest país famoses i acceptades socialment com a escriptores.
En la seua carrera professional, que abasta cinc dècades, escrigué en una extensa varietat de gèneres literaris. És, però, la seua ficció ―sota la influència dels naturalistes Émile Zola i Guy de Maupassant― la que atragué l'atenció dels crítics recents. Les seues notables novel·les inclouen Memórias de Marta, la primera novel·la brasilera ambientada en una ciutat, A família Medeiros i A falência (La fallida). Benvolguda pels seus companys com Aluísio Azevedo, Joâo do Rio i Joâo Luso, és recordada com una de les primeres defensores dels drets de les dones (com a pionera d'escriptores com Clarice Lispector), i pel seu suport a l'abolició. Estigué casada amb el poeta Filinto de Almeida.

## Vida
Júlia Lopes de Almeida nasqué el 24 de setembre del 1862 a Rio de Janeiro.
Era filla del Dr. Valentín José Lopes da Silveira, metge i professor, i d'Adelina Lopes Pereira.
Visqué part de la infantesa a Campinas (estat de Sâo Paulo).
Mostrà precoçment una forta inclinació per les lletres, tot i que això no era compatible amb el gust de sos pares. En el Brasil imperial, una dona dedicada a la literatura era vista amb prejudici.
La seua carrera comença en un diari de Campinas, la Gazeta de Campinas, al 1881. El seu primer article fou sobre teatre. Aquest any hi hagué canvis en la literatura brasilera, com l'obra Memórias póstumas de Brás Cubas de Machado de Assis. Lopes de Almeida seguia les noves tendències, però la seua fama fou efímera.
També escrigué en Ilustração Brasileira, A Setmana, O País, Tribunal Liberal.
Malgrat que fou una de les primeres dones brasileres escriptores, no assolí el mateix èxit d'escriptores com George Sand i Jane Austen.
El 28 de novembre de 1887 es casa amb el jove escriptor i poeta portugués Filinto de Almeida, que llavors era director de la revista A Setmana, de Rio de Janeiro. En aquesta revista Júlia col·labora de manera sistemàtica durant anys.
Fou mare dels també escriptors Afonso, Albano i Margarida Lopes de Almeida.

En una entrevista concedida a João do Rio ―entre 1904 i 1905― diu:
| «             | Pois eu em moça fazia versos. Ah! Não imagina com que encanto. Era como um prazer proibido! Sentia ao mesmo tempo a delícia de os compor e o medo de que acabassem por descobri-los. Fechava-me no quarto, bem fechada, abria a secretária, estendia pela alvura do papel uma porção de rimas... De repente, um susto. Alguém batia à porta. E eu, com a voz embargada, dando volta à chave da secretária: já vai, já vai! A mim sempre me parecia que se viessem a saber desses versos, viria o mundo abaixo. Um dia porém, eu estava muito entretida na composição de uma história, uma história em verso, com descrições e diálogos, quando ouvi por trás de mim uma voz alegre: – Peguei-te, menina! Estremeci, pus as duas mãos em cima do papel, num arranco de defesa, mas não me foi possível. Minha irmã, adejando triunfalmente a folha e rindo a perder, bradava: – Então a menina faz versos? Vou mostrá-los ao papá! – Não mostres! – É que mostro! | Perquè jo de jove feia versos. Ah! No s'imagina amb quina gràcia. Era com un plaer prohibit! Sentia alhora la joia de compondre'ls i la por que els acabaren descobrint. Em tancava a la cambra, ben tancada, obria l'escriptori, estenia per la blancor del paper unes quantes rimes... De sobte, un ensurt. Algú tocava a la porta. I jo, amb la veu ennuegada, girant la clau de l'escriptori: «Ja va, ja va!». A mi sempre em semblava que si arribaven a conéixer aquests versos, s'ensorraria el món. Un dia, però, estava jo molt capficada component una història, una història en vers, amb descripcions i diàlegs, quan oí al meu darrere una veu alegre: ―T'he descobert, xiqueta! Em vaig estremir, vaig posar les mans damunt el paper, en un gest de defensa, però no vaig poder. La meua germana, onejant triomfalment el full i rient a dojo, cridava: ―La xica fa versos? Li'ls ensenyaré al papa! ―No li'ls ensenyes! ―Li'ls ensenyaré! | » |
| — Júlia Lopes | | |   |

## Carrera literària
La seua producció literària fou enorme, més de 40 volums: novel·les, contes, literatura infantil, teatre, periodisme, assaigs i llibres de text. En la columna que escrigué durant més de 30 anys en O País, debatia temes sobre feminisme i igualtat social, i feu campanyes en defensa de les dones.
Fou presidenta honorària de la Legião da Mulher Brasileira.
Assistí a les reunions per crear l'Acadèmia Brasilera de Lletres, de la qual finalment fou exclosa per ser dona.
Foren famoses les seues obres Família Medeiros i A herança (L'herència), ambdues novel·les psicològiques.
Particularment notable és la seua literatura per a xiquets, sobretot entre 1900 i 1917. Les principals en són Histórias de nossa terra i Era uma vez.
En una època en què la majoria dels llibres infantils eren meres traduccions de llibres europeus, ella i la seua germana, Adelina Lopes Vieira, foren les primeres a escriure texts originals en portugués.
La seua col·lecció de contes curts Ânsia eterna (1903) fou influenciada per Guy de Maupassant. Una de les seues cròniques inspirà Artur Azevedo a escriure l'obra de teatre O dote. En col·laboració amb el seu espòs Filinto de Almeida, el 1932 publica en forma de fulletó en el diari Jornal do Comercio la darrera novel·la, A casa verde (1932).
Va morir dos anys després, el 30 de maig de 1934, a Rio de Janeiro.
Amb la difusió del modernisme, la seua obra caigué en oblit. Gràcies a la recent reedició d'algunes novel·les per l'editora brasilera Mulheres, els seus llibres s'han posat a la disposició dels nous lectors i acadèmics.
Entre el 15 i el 30 de març de 2013, l'exposició Dones escriptores del s. XIX presentà fotografies, llibres i cites d'autores que foren importants en l'època perquè qüestionaren, en la literatura, el masclisme de la societat. Entre les escriptores homenatjades hi havia George Sand, Emily Brontë, Emily Dickinson i les brasileres Nísia Floresta i Júlia Lopes de Almeida.

## Obra

### Novel·les
- 1889: Memórias de Marta. Sorocaba: Durski, 1889. (Presentat en sèrie en el diari Tribuna Liberal).
- 1892: A família Medeiros. Rio de Janeiro: Publisher unnamed, 1892. (Presentat en sèrie en el diari Gazeta de Notícies, del 16 d'octubre al 17 de desembre de 1891).
- 1897: A viúva Simões (La vídua Simões). Lisboa: António Maria Pereira, 1897. (Presentat en sèrie en el diari Gazeta de Notícies, 1895).
- 1901: A falência (La fallida). Rio de Janeiro: Oficina d'Obres da Tribuna, 1901.
- 1905: A intrusa (La intrusa). Rio de Janeiro: Francisco Alves, 1908. (Presentat en sèrie en el diari Jornal do Comercio, 1905).
- 1908: Cruel amor. Rio de Janeiro: Francisco Alves, 1911. (Presentat en sèrie en el diari Jornal do Comercio, 1908).
- 1913: Correio da roça (‘correu des de la plantació’). Rio de Janeiro: Francisco Alves, 1913. (Presentat en sèrie en el diari O País, del 7 de setembre de 1909 al 17 d'octubre de 1910).
- 1914: A Silveirinha (‘la nena dels Silveira’). Rio de Janeiro: Francisco Alves, 1914. (Presentat en sèrie en el diari Jornal do Comércio, 1913).
- A casa verde (amb Filinto de Almeida). São Paulo: Companhia Editora Nacional, 1932. (Presentat en sèrie en el diari Jornal do Comercio, 18 de desembre de 1898 al 16 de març de 1899).
- 1934: Pássaro ximple. São Paulo: Companhia Editora Nacional, 1934.

### Ficció curta
- 1886: Contos infantis (amb Adelina Lopes Vieira). Lisboa: Companhia Editora, 1886.
- 1887: Traços i illuminuras. Lisboa: Typographia Castro & Irmão, 1887.
- 1803: Ância eterna. Rio de Janeiro: H. Garnier, 1903.
  - Revised edition: Rio de Janeiro: A Noite: 1938.
- 1907: Histórias da nossa terra. Rio de Janeiro: Francisco Alves, 1907.
- 1917: Era uma vez.... Rio de Janeiro: Jacintho Ribeiro dos Santos, 1917.
- 1922: A isca (‘la carnada’ o ‘l'esquer’). Rio de Janeiro: Leite Ribeiro, 1922.
  - Inclou quatre novel·les:
  - A isca,
  - O homen que olha per dins,
  - O laço azul i
  - O dedo do velho.

### Teatre
- 1909: A herança. Rio de Janeiro: Typographia do Jornal do Comercio, 1909. (Estrenat en el Teatre de Exposição Nacional, 4 de setembre de 1908).
- 1917: Teatre. Porto (Portugal): Renascença Portuguesa, 1917.
  - Inclou: Quem não perdoa, Doidos d'amor i Nos jardins de Saul.

### Altres
- 1896: Livro das noivas. Rio de Janeiro: editor anònim, 1896.
- 1906: Livro das donas e donzellas. Rio de Janeiro: Francisco Alves, 1906.
- 1910: Eles i elas. Rio de Janeiro: Francisco Alves, 1910.
- 1911: «Cenas e paisagens do Espíritu Santo», en la Revista do Instituto Histórico e Geográfico Brasileiro, 75: pàgs. 177-217.
- 1916: A árvore (amb Afonso Lopes de Almeida). Rio de Janeiro: Francisco Alves, 1916.
- 1920: Jornadas no meu país. Rio de Janeiro: Francisco Alves, 1920.
- 1922: Jardim florido, jardinagem. Rio de Janeiro: Leite Ribeiro: 1922.
- 1922: Brasil, conferència pronunciada per l'autora a la Biblioteca del Consell Nacional de Dones de l'Argentina. Buenos Aires, 1922.
- 1923: "Oração a Santa Dorotéia". Rio de Janeiro: Francisco Alves, 1923.
- 1925: Maternidade. Rio de Janeiro: Olivia Herdy de Cabral Peixoto, 1925. (Presentat en sèrie en el diari Jornal do Comercio, 8/19/1924-8/24/1925).
- 1925: Oração à bandeira. Rio de Janeiro: Olivia Herdy de Cabral Peixoto, 1925.